# Seznam dílů seriálu Správná dvojka
Toto je seznam dílů seriálu Správná dvojka.

## Přehled řad
| Řada | Díly | Premiéra v USA | Premiéra v USA  | Premiéra v ČR  | Premiéra v ČR  |
| Řada | Díly | První díl      | Poslední díl    | První díl      | Poslední díl   |
| ---- | ---- | -------------- | --------------- | -------------- | -------------- |
| 1    | 12   | 19. února 2015 | 16. května 2015 | 22. srpna 2017 | 6. září 2017   |
| 2    | 13   | 7. dubna 2016  | 23. května 2016 | 7. září 2017   | 25. září 2017  |
| 3    | 13   | 17. října 2016 | 30. ledna 2017  | 26. září 2017  | 13. října 2017 |

## Seznam dílů

### První řada (2015)
| Č. v seriálu | Č. v řadě | Původní název                    | Český název          | Režie           | Scénář                                            | Premiéra v USA  | Premiéra v ČR  |
| ------------ | --------- | -------------------------------- | -------------------- | --------------- | ------------------------------------------------- | --------------- | -------------- |
| 1            | 1         | The Pilot                        | Spolubydlící         | Mark Cendrowski | námět: Danny Jacobson, Matthew Perry a Joe Keenan | 19. února 2015  | 22. srpna 2017 |
| 2            | 2         | The Ghostwriter                  | Životopisec          | Phill Lewis     | Lesley Wake Webster                               | 26. února 2015  | 23. srpna 2017 |
| 3            | 3         | The Birthday Party               | Narozeninová oslava  | Phill Lewis     | Dan O'Shannon                                     | 5. března 2015  | 24. srpna 2017 |
| 4            | 4         | The Blind Leading the Blind Date | Přítel pro Dani      | Phill Lewis     | Tucker Cawley                                     | 12. března 2015 | 25. srpna 2017 |
| 5            | 5         | The Wedding Deception            | Svatební klam        | Phill Lewis     | Joe Keenan                                        | 2. dubna 2015   | 28. srpna 2017 |
| 6            | 6         | Heal Thyself                     | Musíš se léčit       | Mark Cendrowski | Bob Daily                                         | 9. dubna 2015   | 29. srpna 2017 |
| 7            | 7         | Secret Agent Man                 | Tajný agent          | Mark Cendrowski | Tony Dodds                                        | 16. dubna 2015  | 30. srpna 2017 |
| 8            | 8         | The Unger Games                  | Desetiboj            | Andy Cadiff     | Tad Quill                                         | 23. dubna 2015  | 31. srpna 2017 |
| 9            | 9         | Sleeping Dogs Lie                | Nespavost            | Mark Cendrowski | Emily Cutler                                      | 30. dubna 2015  | 1. září 2017   |
| 10           | 10        | Enlightening Strikes             | Když udeří posvícení | Phill Lewis     | Tucker Cawley a Emily Cutler                      | 7. května 2015  | 4. září 2017   |
| 11           | 11        | Jealous Island                   | Ostrov žárlivosti    | Mark Cendrowski | Cindy Appel a Michael J. S. Murphy                | 7. května 2015  | 5. září 2017   |
| 12           | 12        | The Audit Couple                 | Kontrola z berňáku   | Andy Cadiff     | Dan O'Shannon                                     | 14. května 2015 | 6. září 2017   |

### Druhá řada (2016)
| Č. v seriálu | Č. v řadě | Původní název           | Český název                    | Režie                | Scénář                                       | Premiéra v USA  | Premiéra v ČR |
| ------------ | --------- | ----------------------- | ------------------------------ | -------------------- | -------------------------------------------- | --------------- | ------------- |
| 13           | 1         | All About Eavesdropping | Odposlouchávání                | Phill Lewis          | Emily Cutler                                 | 7. dubna 2016   | 7. září 2017  |
| 14           | 2         | Unger the Influence     | První společná noc             | Phill Lewis          | Dan O'Shannon                                | 14. dubna 2016  | 8. září 2017  |
| 15           | 3         | From Here to Maturity   | Cesta k dospělosti             | Mark Cendrowski      | Tucker Cawley                                | 21. dubna 2016  | 11. září 2017 |
| 16           | 4         | Madison & Son           | Čestný nadhoz                  | Mark Cendrowski      | Bob Daily                                    | 28. dubna 2016  | 12. září 2017 |
| 17           | 5         | Oscar's Overture        | S upřímností nejdál dojdeš     | Beth McCarthy-Miller | Joe Port a Joe Wiseman                       | 2. května 2016  | 13. září 2017 |
| 18           | 6         | An Oscar Named Desire   | Roztoužený Oscar               | Katy Garretson       | Emily Cutler, Neil Goldman a Garrett Donovan | 5. května 2016  | 14. září 2017 |
| 19           | 7         | Make Room for Dani      | Místo pro Dani                 | Phill Lewis          | Neil Goldman a Garrett Donovan               | 9. května 2016  | 15. září 2017 |
| 20           | 8         | A Dinner Engagement     | Narozeninová kletba            | Victor Gonzalez      | Ryan Raddatz                                 | 12. května 2016 | 18. září 2017 |
| 21           | 9         | Chess Nuts              | Posedlost šachem               | Katy Garretson       | Michael J. S. Murphy a Frank O. Wolff        | 16. května 2016 | 19. září 2017 |
| 22           | 10        | Odd Man Out             | Jak se Oscar a Emily přátelili | Mark Cendrowski      | Tony Dodds                                   | 19. května 2016 | 20. září 2017 |
| 23           | 11        | Road Scholar            | Řidičský průkaz                | Andy Fickman         | Stephanie Furman Darrow                      | 19. května 2016 | 21. září 2017 |
| 24           | 12        | All the Residents' Men  | Všichni rezidentovi muži       | Jeff Greenstein      | Stephanie Furman Darrow a Tony Dodds         | 23. května 2016 | 22. září 2017 |
| 25           | 13        | The Ex-Factor           | Ex faktor                      | Jeff Greenstein      | Bob Daily a Ryan Raddatz                     | 23. května 2016 | 25. září 2017 |

### Třetí řada (2016–2017)
| Č. v seriálu | Č. v řadě | Původní název                    | Český název                   | Režie           | Scénář                                              | Premiéra v USA     | Premiéra v ČR  |
| ------------ | --------- | -------------------------------- | ----------------------------- | --------------- | --------------------------------------------------- | ------------------ | -------------- |
| 26           | 1         | London Calling                   | Londýn volá                   | Mark Cendrowski | Bob Daily                                           | 17. října 2016     | 26. září 2017  |
| 27           | 2         | Food Fight                       | Boj o jídlo                   | Ted Wass        | Tucker Cawley                                       | 24. října 2016     | 27. září 2017  |
| 28           | 3         | I Kid, You Not                   | Halloween                     | Pamela Fryman   | Stephanie Furman Darrow                             | 31. října 2016     | 29. září 2017  |
| 29           | 4         | Taffy Days                       | Loučení s otcem               | Phill Lewis     | Donick Cary, Ryan Raddatz a Stephanie Furman Darrow | 7. listopadu 2016  | 2. října 2017  |
| 30           | 5         | Miss England                     | Stesk po Anglii               | Jeff Greenstein | Emily Cutler                                        | 14. listopadu 2016 | 3. října 2017  |
| 31           | 6         | Eisen Trouble                    | Pět fází smutku               | Jeff Greenstein | Ryan Raddatz                                        | 21. listopadu 2016 | 4. října 2017  |
| 32           | 7         | The Odd Couples                  | Párová terapie                | Ted Wass        | Tom Hertz                                           | 28. listopadu 2016 | 5. října 2017  |
| 33           | 8         | Felix Navidad                    | Šťastné a Angerovské          | Phill Lewis     | Emily Cutler, Tony Dodds a Tom Hertz                | 12. prosince 2016  | 6. října 2017  |
| 34           | 9         | My Bestfriend's Girl             | Holka mého nejlepšího přítele | Phill Lewis     | Donick Cary                                         | 2. ledna 2017      | 9. října 2017  |
| 35           | 10        | Should She Stay or Should She Go | Jak se Felix rozcházel        | Phill Lewis     | Tony Dodds                                          | 9. ledna 2017      | 10. října 2017 |
| 36           | 11        | Batman vs. The Penguin           | Batman versus Penguin         | Mark Cendrowski | Frank O. Wolff, Michael J.S. Murphy a Dante Russo   | 16. ledna 2017     | 11. října 2017 |
| 37           | 12        | The God Couple                   | Božská dvojka                 | Pamela Fryman   | Kristi Korzec, Dan O'Shannon a Aaron Shure          | 30. ledna 2017     | 12. října 2017 |
| 38           | 13        | Conscious Odd Coupling           | Nový spolubydlící             | Pamela Fryman   | Bob Daily a Tucker Cawley                           | 30. ledna 2017     | 13. října 2017 |